# Плезент-Гровс (Алабама)
Плезент-Гровс (англ. Pleasant Groves) — місто (англ. town) в США, в окрузі Джексон штату Алабама. Населення — 426 осіб (2020).

## Географія
Плезент-Гровс розташований за координатами 34°44′5″ пн. ш. 86°12′20″ зх. д. / 34.73472° пн. ш. 86.20556° зх. д. (34.734810, -86.205431).  За даними Бюро перепису населення США в 2010 році місто мало площу 9,45 км², з яких 9,44 км² — суходіл та 0,01 км² — водойми.

## Демографія
Згідно з переписом 2010 року, у місті мешкало 420 осіб у 165 домогосподарствах у складі 132 родин. Густота населення становила 44 особи/км².  Було 189 помешкань (20/км²).
Расовий склад населення:
| - 95,2 % — білих - 2,6 % — корінних американців |

До двох чи більше рас належало 1,9 %. Частка іспаномовних становила 0,5 % від усіх жителів.
За віковим діапазоном населення розподілялося таким чином: 23,3 % — особи молодші 18 років, 63,1 % — особи у віці 18—64 років, 13,6 % — особи у віці 65 років та старші. Медіана віку мешканця становила 38,7 року. На 100 осіб жіночої статі у місті припадало 96,3 чоловіків;  на 100 жінок у віці від 18 років та старших — 92,8 чоловіків також старших 18 років.
Середній дохід на одне домашнє господарство  становив 57 927 доларів США (медіана — 46 875), а середній дохід на одну сім'ю — 66 335 доларів (медіана — 56 607). Медіана доходів становила 35 500 доларів для чоловіків та 25 750 доларів для жінок. За межею бідності перебувало 8,2 % осіб, у тому числі 14,0 % дітей у віці до 18 років та 10,5 % осіб у віці 65 років та старших.
Цивільне працевлаштоване населення становило 266 осіб. Основні галузі зайнятості: виробництво — 38,3 %, роздрібна торгівля — 17,3 %, освіта, охорона здоров'я та соціальна допомога — 10,9 %, будівництво — 5,6 %.